# Dekstrorfan
Dekstrorfan (łac. dextrorphanum) – organiczny związek chemiczny, enancjomer leworfanolu (silnego opioidu), metabolit dekstrometorfanu. Powstaje w wyniku O-demetylacji w wątrobie. Działa na te same receptory co dekstrometorfan, głównie jednak antagonistycznie na receptor NMDA.